# Santiago Huerta Fernández

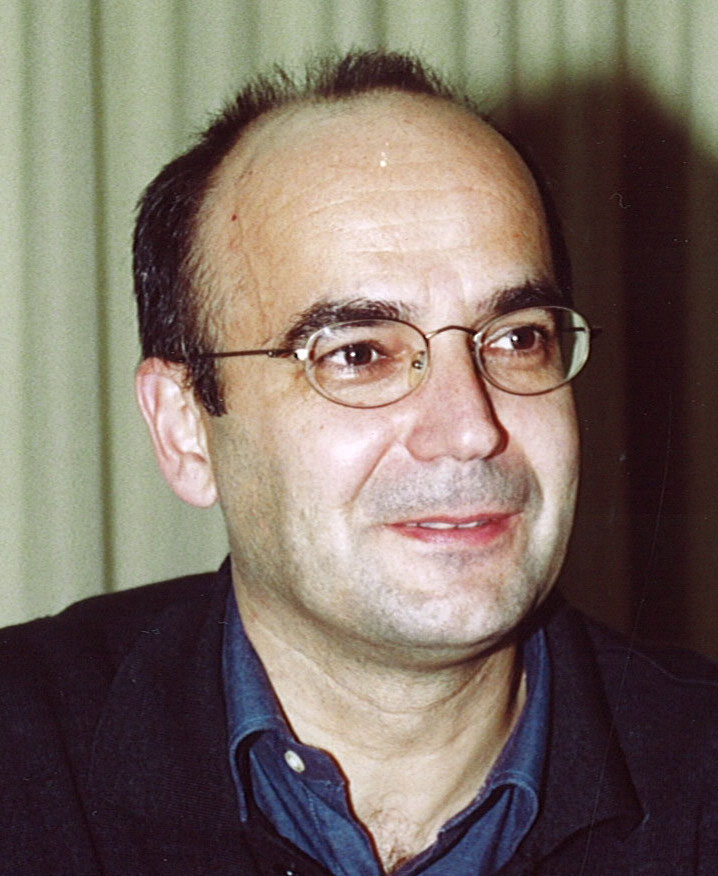
Santiago Huerta Fernández

Santiago Huerta Fernández (* 25. Juli 1955, Madrid) ist ein spanischer Architekt und Historiker der Bautechnik.

## Jugend
Santiago Huerta Fernández wurde als Sohn von Fernando Huerta (1917–1995) geboren, einem der führenden Meteorologen Spaniens, der an der Fakultät Caminos, Canales y Puertos (Bauingenieurwesen) der Escuela Técnica Superior de Ingenieros (E.T.S.I.) in Madrid eine Physikprofessur innehatte.
1981 schloss Santiago Huerta Fernández sein Architekturstudium an der Escuela Técnica Superior de Arquitectura (E.T.S.A.) der Universidad Politécnica de Madrid (UPM) ab. Mit der Dissertation Diseño estructural de arcos, bóvedas y cúpulas en España, ca. 1500- ca. 1800 wurde er am 28. Dezember 1990 von der E.T.S.A. der UPM zum Doctor Arquitecto promoviert; für seine Dissertation erhielt Huerta einen Preis seiner Alma Mater. Seit 1993 wirkt er dort als Professor für Entwurf und Berechnung von Tragwerken in Lehre und Forschung.

## Wirken
Schon in den späten 1980er Jahren setzte sich Huerta intensiv mit der Bautechnikgeschichte auseinander. So trug er 1989 mit Ricardo Aroca Hernández-Ros, dem Direktor des Instituto Juan de Herrera der UPM, auf dem Weltkongress der International Association for Shell and Spatial Structures (IASS) über gemauerte Kuppeln vor. Aroca war es auch, der Huertas Forschungen zur Geschichte der Bautechnik im Allgemeinen und der Geschichte gewölbter Steinkonstruktionen im Besonderen förderte. Seit Mitte der 1990er Jahre etablierte sich die Bautechnikgeschichte am Instituto Juan de Herrera der E.T.S.A. und nahm im internationalen Rahmen eine führende Rolle bei ihrer Herausbildung als wissenschaftliche Disziplin ein – mit Huerta als ihrem Protagonisten.
Das Jahr 1996 ist für die Historiografie der Bautechnik von entscheidender Bedeutung: Auf Betreiben von Huerta konstituiert sich die Sociedad Española de Historia de la Construcción, die ihren ersten Kongress in Madrid ausrichtet und seitdem in der Regel alle zwei Jahre stattfindet: A Coruña (1998), Sevilla (2000), Cádiz (2005), Burgos (2007), Valencia (2009), Santiago de Compostela (2011), Madrid (2013), Segovia (2015), Donostia-San Sebastián (2017) und Soria (2019). Auf Vorschlag von Huerta fand zusammen mit den nationalen spanischen Kongressen zur Bautechnikgeschichte in Segovia (2015) der I. Congreso Internacional Hispanoamericano de Historia de la Construcción und in Donostia-San Sebastián (2017) der II. Hispanoamerikanische Kongress zur Bautechnikgeschichte statt, welcher sich dann 2019 in Gestalt des III. Kongresses in Mexiko-Stadt (2019) verselbstständigte – auch zu dieser organisatorischen Erweiterung der Bautechnikgeschichte trug Huerta in erheblichem Maße bei.
Bis 2003 führt Huerta das Sekretariat der spanischen Gesellschaft für Bautechnikgeschichte und dient ihr seitdem als Präsident. Mit der Edition der Kongreßakten dieser Gesellschaft, der Actas del Primer Congreso Nacional de Historia de la Construcción 1996, begründete Huerta unter dem Titel Textos sobre Teorίa e Historia de las Construcciónes eine einzigartige Veröffentlichungsreihe der Bautechnikgeschichte in der zahlreiche klassische und aktuelle Texte erscheinen, die für die Herausbildung dieser historischen Disziplin in Forschung und Lehre relevant sind – wie etwa Monografien von Auguste Choisy, Rafael Guastavino, Jacques Heyman, Jean-Rodolphe Perronet, Eugène Viollet-le-Duc und George Edmund Street. Die Etablierung der Bautechnikgeschichte in Spanien und ihre internationale Reputation wäre ohne die Unterstützung des Instituto Juan de Herrera der E.T.S.A. und des Centro de Estudios Históricos de Obras Públicas y Urbanismo (CEHOPU) nicht möglich gewesen.
Auch der vom 20. bis 24. Januar 2003 am Instituto Juan de Herrera der E.T.S.A. stattgefundene First International Congress on Construction History geht auf eine Initiative von Huerta zurück; die Kongreßserie wurde erfolgreich in Cambridge (2006), Cottbus (2009), Paris (2012), Chicago (2015) und Brüssel (2018) fortgesetzt – der 7th International Congress on Construction History wird 2021 in Lissabon stattfinden.
Huertas Sprachbegabung erleichterte die Internationalisierung der Bautechnikgeschichte ungemein. Er arbeitete mit zahlreichen Forschern zusammen: Bill Addis, Antonio Becchi, James Campbell, Robert Carvais, Bernard Espion, Federico Foce, Ignacio Javier Gil-Crespo, Uta Hassler, Jaques Heyman, Stefan M. Holzer, Karl-Eugen Kurrer, Werner Lorenz und John Ochsendorf. Beispielsweise publizierte Huerta mit Kurrer nicht nur über die Geschichte der Traglasttheorie und gewölbte Steinkonstruktionen, sondern unterstützte ihn bei seiner Monografie über die Geschichte der Baustatik. Sein Wissen stellte Huerta der Praxis der Ertüchtigung von gewölbten Steinkonstruktionen historisch bedeutsamer Kirchenbauten in Gestalt von Gutachten zur Verfügung.
Huerta ist Mitglied des Editorial Advisory Board der Zeitschriften Architectural Science Review (seit 2004), Journal of Architectural Heritage (seit 2005) und des International Journal of Construction History (seit 2012).
Für seine Verdienste um die Historiografie der Bautechnik wurde Huerta mehrfach ausgezeichnet u. a. mit der Telford-Goldmedaille (2011).
Santiago Huerta Fernández ist nicht nur Spiritus Rector der Bautechnikgeschichte in Spanien, sondern auch auf internationaler Ebene.

## Veröffentlichungen
- Huerta Fernández, Santiago: Mechanics of masonry vaults: The equilibrium approach. Historical Constructions. Possibilities of numerical and experimental techniques. In: Proceedings of the 3rd. International Seminar. Guimaraes 7–9, November 2001, hrsgn. v. P. B. Lourenço und P. Roca. Guimaraes: Universidade do Minho, pp. 47–69, ISBN 972-8692-01-3.
- Huerta Fernández, Santiago (ed.) (2001). Las bóvedas de Guastavino en América. Madrid: Instituto Juan de Herrera, CEHOPU, COAC, UPV, Avery Library, 2001, ISBN 84-9728-007-5 (This book received the COAM Prize for Cultural Diffussion in 2003, Official College of Architects of Madrid, COAM).
- Huerta Fernández, Santiago: The medieval ‘scientia’ of structures: the rules of Rodrigo Gil de Hontañón. In: Towards a History of Construction, hrsgn. v. A. Becchi, F. Foce, M. Corradi u. O. Pedemonte. Basel: Birkhäuser Verlag 2002, pp. 567–585, ISBN 3-7643-6880-2.
- Huerta Fernández, Santiago: The mechanics of timbrel vaults: a historical outline. In: Essays in the History of Mechanics, hrsgn. v. A. Becchi, F. Foce, M. Corradi u. O. Pedemonte (eds). Basel: Birkhäuser Verlag 2003, pp. 87–133, ISBN 3-7643-1476-1.
- Huerta Fernández, Santiago: Arcos, bóvedas y cúpulas. Geometría y equilibrio en el cálculo tradicional de estructuras de fábrica. Madrid: Instituto Juan de Herrera 2004, ISBN 84-9728-129-2.
- Huerta Fernández, Santiago: Thomas Young’s theory of the arch: His analysis of Telford’s design for an arch of 600 feet span over the Thames in London. In: Essays in the History of the Theory of Structures, in honour of Jacques Heyman, hrsgn. v. S. Huerta. Madrid: Instituto Juan de Herrera, CEHOPU, 2005, pp. 189–234, ISBN 84-7790-416-2.
- Huerta Fernández, Santiago: Structural design in the work of Gaudí. In: Architectural Science Review, Vol. 49, 2006, n° 4, pp. 324–339.
- Huerta Fernández, Santiago: Oval Domes: History, Geometry and Mechanics. In: Nexus Network Journal. Architecture and Mathematics, Vol. 9, 2007, n° 4, pp. 324–339.
- Huerta Fernández, Santiago: The Analysis of Masonry Architecture: A Historical Approach. In: Architectural Science Review, Vol. 51, 2008, n° 4, pp. 297–328.
- Huerta Fernández, Santiago: The Debate about the Structural Behaviour of Gothic Vaults: From Viollet-le-Duc to Heyman. In: Proceedings of the Third International Congress on Construction History, Cottbus, 20–24 May 2009, Vol 2, ed by Karl-Eugen Kurrer, Werner Lorenz u. Volker Wetzk. Berlin: NEUNPLUS1 2009, pp. 837–844, ISBN 978-3-936033-31-1.
- Huerta Fernández, Santiago: The safety of masonry buttresses. In: Proceedings of the Institution of Civil Engineers (Issue EH1), Vol. 163, 2010, pp. 3–24. (This paper received the Gold Telford Medal 2010 of the Institution of Civil Engineers. London)
- Huerta Fernández, Santiago: Technical challenges in the construction of gothic vaults: The gothic theory of structural design. In: Construction Techniques in the Age of Historicism. From Theories of Gothic Structures to Building Sites in the 19th Century, hrsgn. v. Uta Hassler, Christoph Rauhut u. Santiago Huerta. München: Hirmer 2012, pp. 162–195, ISBN 978-3-7774-3901-3.
- Huerta Fernández, Santiago: Wedges and plate-bandes: mechanical theories after De la Hire. In: L’architrave, le plancher, la plate-forme. Nouvelle Histoire de la construction. Lausanne: Presses polytechniques et universitaires romandes 2012, pp. 405–435, ISBN 978-2-88074-893-7.
- Huerta Fernández, Santiago: Designing by 'Expérience': Lecreulx model tests for the design of the abutments of the bridge of Fouchard. In: Masonry Structures: Between Mechanics and Architecture, hrsgn. v. D. Aita, O. Pedemonte u. K. Williams. Heidelberg, New York: Birkhäuser 2015, pp. 21–47, ISBN 978-3-319-13002-6.
- Huerta Fernández, Santiago; Gil-Crespo, Ignacio Javier: Construction History in Spain. The disciplin’s foundation. In: L’Histoire de la construction/Construction History. Relevé d’un chantier européen/Survey of a European Building Site. Sous la direction d’Antonio Becchi, Robert Carvais et Joël Sakarovitch, Tome I, pp. 387–423. Paris: Classique Garnier 2018.
- Huerta Fernández, Santiago: The Cathedral of Palma de Mallorca, a Wonder of Equilibrium. Rubio i Bellver’s Equilibrium Analysis of 1912. In: The Art of Vaulting. Design and Construction in the Mediterranean Gothic (Kulturelle und technische Werte historischer Bauten 2), hrsgn. v. P. Fuentes u. A. Wunderwald. Basel: Birkhäuser 2019, pp. 165–202, ISBN 978-3-0356-1824-2.